# Kiira Motors Corporation
Die Kiira Motors Corporation (kurz: Kiira oder KMC) ist ein angehender ugandischer Automobilhersteller. Das im Jahr 2014 gegründete Unternehmen gehört zu 96 % der staatlichen Uganda Development Corporation und zu 4 % der Makerere-Universität. Bislang hat das Unternehmen drei Elektro- und Hybridfahrzeuge präsentiert. Vorstandsvorsitzender ist Paul Isaac Musasizi.

## Geschichte
Die Ursprünge des Unternehmens gehen auf ein Projekt der Makerere-Universität in Kampala zurück. Studenten der Universität hatten 2007 als einziges afrikanisches Team am Vehicle Design Summit 2.0 teilgenommen, einem von MIT-Studenten gegründeten Projekt zum Design von Fahrzeugen der Zukunft. Basierend auf diesen Erfahrungen wurde 2009 das Forschungszentrum für Transporttechnologie (CRTT) an der Makerere-Universität gegründet. Das CRTT sollte umweltfreundliche Mobilitätsangebote erforschen und entwickeln. Dementsprechend wurde im November 2011 in Anwesenheit des ugandischen Präsidenten Yoweri Museveni der Kiira EV als erster Prototyp des Forschungszentrums vorgestellt. Anschließend wurde das Projekt in eine staatliche Industrialisierungsinitiative einbezogen, die unter anderem die Gründung eines ugandischen Fahrzeugherstellers basierend auf den Fortschritten des CRTTs vorsah.
Diese Initiative führte 2014 zur Gründung der Kiira Motors Corporation, die zunächst zu 100 % im Besitz der staatlichem Uganda Development Corporation Limited (UDCL) war. Nach einer Klage wurde der Universität im Rahmen einer außergerichtlichen Einigung eine Beteiligung von 4 % eingeräumt.
Das Unternehmen gab das Ziel aus, innerhalb von zehn Jahren einen Marktanteil von 15 % in Ostafrika zu erobern.
KMC hat seit seiner Gründung mit dem solargetriebenen Bus Kayoola und dem Hybridfahrzeug EVS zwei weitere Modelle vorgestellt. Der EVS wurde im November 2014 im Kenyatta International Conference Centre in Nairobi gezeigt. Ab Januar 2019 nahm das Unternehmen Bestellungen für die Fahrzeuge entgegen, wobei der Preis für den EVS bei etwa 35.000 USD liegt.
Das Unternehmen soll mit 350 Millionen Dollar aus Staatsmitteln unterstützt werden. Im Februar 2019 wurde im Parlament der Verbleib bereits ausgezahlter staatlicher Mittel hinterfragt. Weitere Mittel für KMC, das als Prestigeprojekt des Präsidenten Musevenis gilt, wurden vom Kabinett teilweise zurückgehalten. Für das Fiskaljahr 2019/2020 waren ursprünglich Fördermittel in Höhe von 11,8 Millionen USD geplant. Das Kabinett genehmigte bislang allerdings nur Zahlungen in Höhe von 6,44 Millionen USD.
Am 30. Mai 2018 verhängte die ugandische Regierung einen Importstopp für Gebrauchtwagen, die älter als 15 Jahre sind. Diese Maßnahme soll auch der Stärkung einer zukünftigen inländischen Automobilproduktion dienen. Eine ugandische Quelle nennt allerdings ein Höchstalter von acht Jahren und ganz andere Gründe (Umweltschutz und Sicherheit).

## Standorte

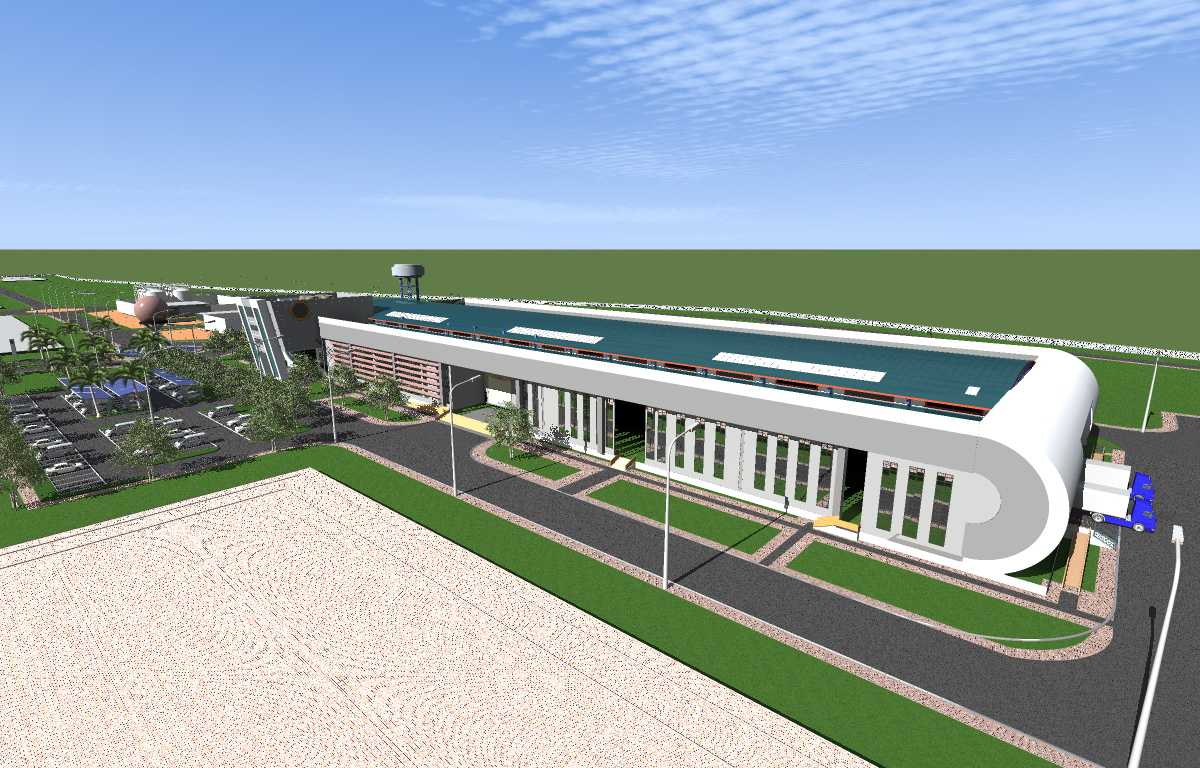
Entwurf der Fabrik

Der Hauptsitz des Unternehmens befindet sich in der ugandischen Hauptstadt Kampala. Auf einer Fläche von rund 400.000 Quadratmetern im südöstlichen Distrikt Jinja soll eine moderne Produktionsstätte mit Produktionsbereichen, Teststrecke und Bürogebäuden entstehen. Die erste Bauphase, in der die grundlegenden Fertigungsstätten fertiggestellt werden sollen, wird voraussichtlich 2021 abgeschlossen sein.
Mit der Fertigstellung der Anlage will Kiira eine Produktion von 10.000 Fahrzeugen pro Jahr aufnehmen, die anschließend gesteigert werden soll. Durch die Errichtung großer Produktionsstätten will KMC die Wertschöpfungskette weitestgehend in Uganda halten und mit der Schaffung von Arbeitsplätzen, der Nutzung lokaler Rohstoffe und Impulse für die Entstehung weiterer Unternehmen, die als Zulieferer von der entstehenden Automobilindustrie in Uganda profitieren können, zur Industrialisierung und wirtschaftlichen Entwicklung Ugandas beitragen. Insgesamt soll die Fabrik nach Unternehmensangaben auf eine Jahreskapazität von bis zu 150.000 Autos pro Jahr ausgelegt sein. Die Belegschaft soll aus 14.000 Mitarbeitern bestehen. Da KMC die geplante Kapazität vorerst nicht mit eigenen Fahrzeugen auslasten wird, will das Unternehmen Kapazitäten an andere Fahrzeughersteller wie beispielsweise den indischen Hersteller Tata Motors verkaufen.

## Modelle

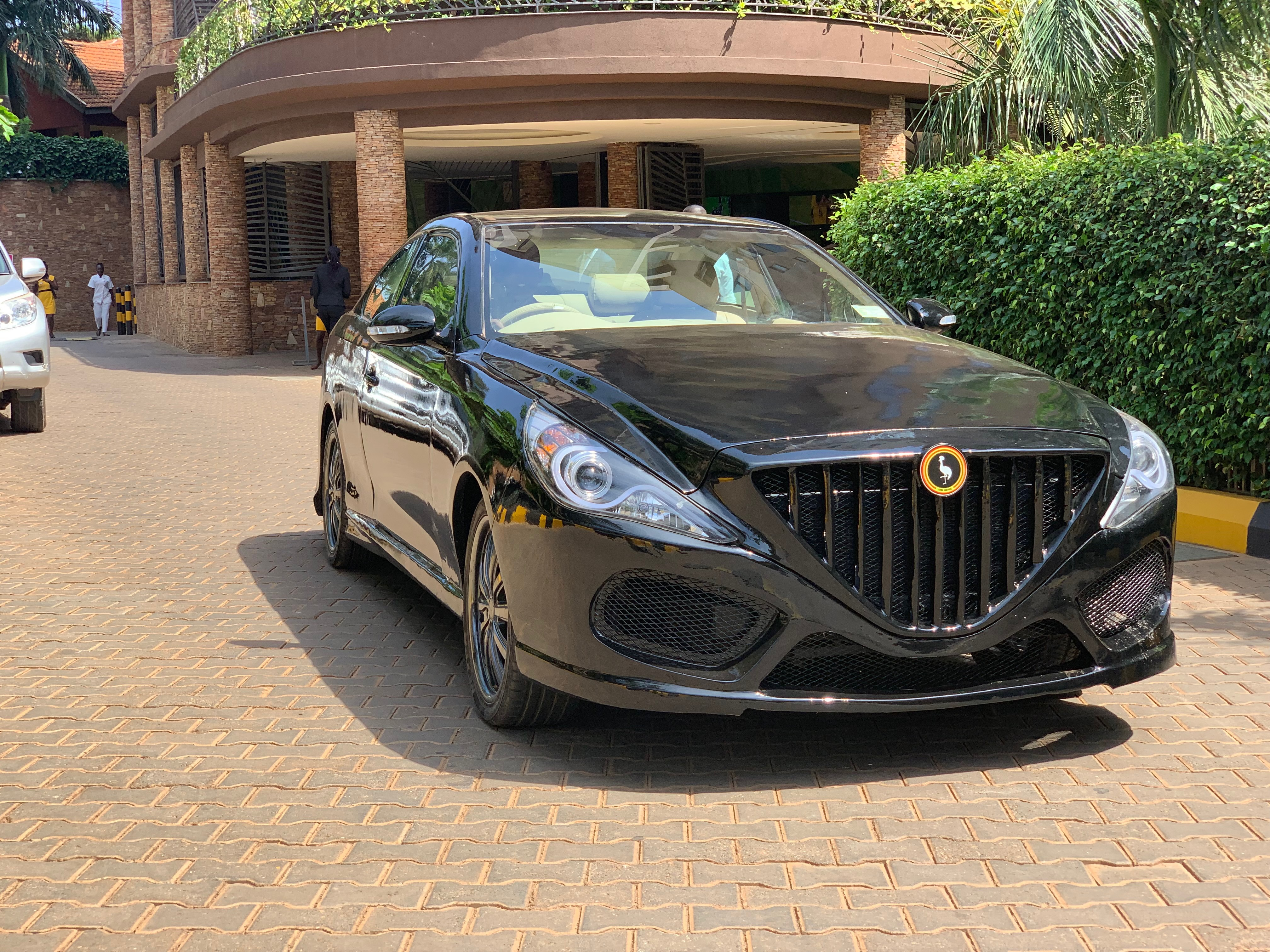
Kiira EVS

Kiira hat bislang drei unterschiedliche Modelle vorgestellt.

### Kiira EV
Der EV ist das erste Modell des Unternehmens und ein reines Elektroauto. Es hat vier Batterieblöcke mit je 64 Lithium-Ionen-Zellen. Die Nennkapazität beträgt 40 Amperestunden, die Nennspannung 207 Volt, was einen Energiegehalt von 8,28 kWh ergibt. Die Reichweite soll etwa 80 Kilometer betragen.

### Kiira EVS
Der EVS wird als Hybridauto von einem Elektromotor und einem Verbrennungsmotor angetrieben. Der EVS ist das erste Hybridfahrzeug, das in Afrika entwickelt wurde. Die rein elektrische Reichweite beträgt 32 Kilometer. Der EVS ist 4,9 Meter lang, 1,5 Meter hoch und erreicht eine Höchstgeschwindigkeit von 140 km/h.

### Kayoola
Der Bus Kayoola soll im öffentlichen Nahverkehr eingesetzt werden. Der Kayoola hat eine Lithium-Ionen-Batterie, die über die Solarzellen am Fahrzeug aufgeladen werden kann. Die Reichweite des Kayoolas wird mit 80 Kilometern angegeben.